# Jefferson Park (métro de Chicago)
Pour les articles homonymes, voir Jefferson.
Jefferson Park (parfois appelé Jefferson Park Transit Center ) est une station de la ligne bleue du métro de Chicago et de la Union Pacific / Northwest Line  du Metra.  Elle est située dans le quartier de Jefferson Park, dans la médiane de l'autoroute Kennedy (Kennedy Expressway) à 14 km de l’Ogilvie Transportation Center (terminus du Metra à l’entrée du Loop de Chicago).

## Description
À l’origine la station fut construite au XIXe siècle, par le Chicago and North Western Railway au niveau du sol avant d’être remplacée par une structure aérienne en 1958. La station de métro fut, quant à elle ouverte le 1er février 1970 comme terminus de la ligne bleue jusqu’à l’ouverture de Rosemont en 1983.  Les plans furent réalisés par le cabinet Skidmore, Owings and Merrill. 
En 2001, Jefferson Park fut entièrement rénovée et un ascenseur y fut construit afin de la rendre accessible aux personnes à mobilité réduite. 
En 2005, un monument à la mémoire de Thomas Jefferson a été placé devant de l'entrée de la station, le long de Milwaukee Avenue, 1.930.730 passagers l’ont utilisée en 2008.

## Les correspondances avec le bus
Avec les bus de la Chicago Transit Authority :
- #X54 Cicero Express
- #56 Milwaukee
- #56A North Milwaukee
- #68 Northwest Highway
- #81 Lawrence (Owl Service)
- #81W West Lawrence
- #85 Central
- #85A North Central
- #88 Higgins
- #91 Austin
- #92 Foster

Avec le réseau de bus Pace :
- #225 Central-Howard
- #226 Oakton Street
- #270 Milwaukee Avenue

## Dessertes
| Nord/Ouest            |  |             |  | Sud/Est                   |
| --------------------- |  | ----------- |  | ------------------------- |
| Harlem vers O'Hare    |  | ligne bleue |  | Montrose vers Forest Park |
| modifier sur Wikidata |  |             |  |                           |